# Xã Homer, Quận Potter, Pennsylvania
Xã Homer (tiếng Anh: Homer Township) là một xã thuộc quận Potter, tiểu bang Pennsylvania, Hoa Kỳ. Năm 2010, dân số của xã này là 437 người.